# فلويد هيكس
فلويد هيكس (بالإنجليزية: Floyd Hicks)‏ هو محامي وقاضي وسياسي أمريكي، ولد في 29 مايو 1915 في الولايات المتحدة، وتوفي في 1 ديسمبر 1992 في نفس البلد. حزبياً، نشط في الحزب الديمقراطي. وقد انتخب عضو مجلس النواب الأمريكي.